# Perileucoptera coffeella
Perileucoptera coffeella fue descubierto por primera vez en Guadalupe y en la Martinica como Cemiostoma y transferida al género Leucoptera y más tarde al Perileucoptera. 
El impacto económico es importantísimo, P. coffeella se desarrolla en diversas especies de Coffea, pero prefiere C. arabica. Parásita las hojas en la formación de la semilla, la flor, el fruto y durante el crecimiento. No parece haber plantas originarias del Nuevo Mundo que puedan hospedarla. Está ampliamente distribuida por la zona de México, el islas del Caribe, América Central y del Sur, aunque también en India, Indonesia, Madagascar y las Islas Reunión.
Las hojas crecen anormalmente y se observan manchas marrones en ellas, dentro se nutren orugas blancas y en casos muy avanzados la hoja llega a caerse. Los huevos se dejan al azar en la superficie foliar y se desarrollan en una semana o poco más según la temperatura (21-24 °C) al eclosionar las larvas horadan la hoja hasta instalarse bajo la epidermis, cada larva pasa 4 estadios ocasionando en la zona de cría daños de aproximadamente 0,5 cm². A 21 °C, las larvas tardan 15 días en desarrollarse. Más tarde secretan una hebra de seda para salir del lugar y quedar colgadas en el envés para pupar, después de 8 días a 20 °C salen los imagos. Las polillas blancas abandonan la pupa dejándola intacta, son sensibles a la luz y pululan por la sombra. Las hembras ya son sexualmente maduras al salir de la crisálida y copulan esa misma noche; desovan en zonas húmedas después. A una temperatura de 21 °C surge una generación casa 31 días, a más temperatura puede disminuir bastante este período. Cada año puede haber más de 10 generaciones en zonas cálidas.
La lluvia parece ser el factor más importante, las condiciones óptimas para su proliferación dependerían de la alta humedad y alta temperatura de la zona, no obstante se ha observado como a bajas temperaturas y precipitaciones se favorece el desarrollo de las larvas que excavan la hoja. Estos dos factores tendrían efectos a nivel poblacional por alterar las relaciones entre los parasitoides y el insecto. Además las precipitaciones tendrían un efecto indirecto al promover la muda de las hojas del café. Los huevos parecen tener más probabilidades de vivir cuando la superficie está seca, con bajas precipitaciones y temperaturas la planta se estresa, lo que favorece el desarrollo de los minadores, ya que han de existir mecanismos para recolocar los recursos que favorezcan el crecimiento de estos insectos.
Los huevos son de un tono amarillo claro y se distribuyen irregularmente por las hojas de la parte media de la planta. Las larvas son orugas blancas que escarban en la hojas con patas en los segmentos 1, 2, 3, 6, 7, 8 y 13. miden 5 mm y pasan por cuatro fases. Las pupas son un capullo en forma de H de 6 mm colgando de la hoja, van pasando del blanco al gris. Y los adultos son polillas blancas con antenas filiformes y largas y sin ocelos. P. coffeella a veces se asemeja a Leucoptera meyricki y L. caffeina

## Control
Se han descubierto ciertos grados de resistencia, por ejemplo en Puerto Rico se vio que C. stenophylla era bastante resistente a la plaga, pero hay que estudiar más. No hay evidencias claras de que la sombra influya negativamente en la plaga, también se ha intentado destruirla con rayos gamma, pero sin mucho éxito. Lo mejor es el control con parasitoides, esto es algo que se hace en América Latina y de lo que se intenta sacar provecho importando los de estos países a otros países productores. La abundancia de la especie se relaciona con una gran cantidad de parasitoides. Su importancia en la lucha contra la plaga es tan significativa que es lo que más se prueba y depende de las condiciones climatológicas, por ejemplo la precipitación altera la relación plaga-parasitoides, reduciendo la efectividad de los parasitoides. La mayor parte de ellos pertenecerían a Eulophidae y Braconidae.

## Parasitoides
- Ceranisus, larvas en México
- Chrysocharis, larvas en México
- Chrysocharis nr milleri, larvas en México
- Chrysonotomyia livida, larvas en Puerto Rico, Venezuela
- Cirrospilus larvas en Brasil, Colombia, México
- Closterocerus coffeellae, larvas en  Brasil, Colombia
- Colastes letifer, larvas en Brasil
- Derostenus, larvas en Puerto Rico
- Elachertus, larvas en México y Puerto Rico
- Eulophus, larvas en Brasil, Colombia, Cuba
- Horismenus aeneicollis, larvas en Brasil
- Horismenus cupreus, larvas en Cuba, Puerto Rico, Guatemala, Colombia
- Mirax insularis, larvas en Guadalupe y República Dominicana
- Pnigalio coloni, larvas en México
- Pnigalio elongatus, larvas en México
- Sympiesis,  larvas en México
- Tetrastichus, larvas en México, Brasil y Colombia
Predadores Vespidae y Eumenidae, principalmente. Brachygastra lecheguana y Polybia scutellaris importantes en Brasil.
Patógenos: algunos hongos y bacterias:. Metarhizium anisopliae
Parece ser que el uso conjunto de insecticidas y aceites da también buen resultado, los insecticidas deben tener una acción sistémica translaminante en la hoja para llegar al parásito. 
Predecir la población de la plaga es importante para evitar explosiones demográficas, pero no se ha conseguido con P. coffeella. Esto puede solventarse empelando la información que se tiene de otras especies de minadores africanos y cronometrando bien el desarrollo de la plaga. 
Aranda Delgado estableció un margen de viabilidad de 5 manchas por hoja. El efecto de la caducidad de la hoja y la propagación de la plaga varía según la región, pero se entreve una relación entre la proporción de hojas afectadas y una tasa de defoliación similar y la reducción de la producción en la cosecha. Gravena propuso un uso conjunto de insecticidas selectivos, fungicidas control de la oxidación del café, evaluación de la proliferación de manchas etc.